# Ernst Vogel (Maler)
Ernst Vogel (* 22. September 1894 in Halberstadt; † 5. August 1970 in Darmstadt) war ein deutscher Maler des 20. Jahrhunderts.

## Leben und Werk
Im Jahre 1900 übersiedelte Ernst Vogel mit seiner Familie nach Darmstadt. Nach der Schulausbildung leistete er von 1914 bis 1916 Kriegsdienst im Ersten Weltkrieg. Bereits 1919 nahm er an der ersten Ausstellung der von Kasimir Edschmid und Carl Gunschmann gegründeten „Darmstädter Sezession“ teil, deren Mitglied er allerdings erst 1927 wurde. In den Jahren 1925–1932 studierte Vogel Malerei bei Adolf Schinnerer und Julius Heß an der Münchner Akademie. Die Technik der Wandmalerei, des „Fresco buono“, erlernte er bei dem Maler und Kunsttheoretiker Max Doerner.
In der Zeit des Nationalsozialismus wurde Vogel obligatorisch Mitglied der Reichskammer der bildenden Künste. Es ist jedoch lediglich 1934 in der Pinakothek seine Teilnahme an der Ausstellung Süddeutsche Kunst in München belegt. Dann stellte er bis zum Kriegsende nicht mehr aus. Er übersiedelte mit seiner Familie nach Dinkelsbühl, Heimatstadt seiner Frau. 1940 wurde er zur Wehrmacht eingezogen, und er nahm am Zweiten Weltkrieg teil.
1945 gehörte er zu den Gründern der „Neuen Darmstädter Sezession“. In den 1950er Jahren prägte er mit zahlreichen Kunst am Bau-Aufträgen das Stadtbild von Darmstadt wesentlich mit. Sein eigenes Wohnhaus in der Flotowstraße 31 schmückte er mit Mosaiken, Wandkeramiken und Sgraffiti. In Darmstadt sind an zahlreichen öffentlichen Gebäuden und Wandgestaltungen unterschiedlicher Techniken in seiner unverwechselbaren künstlerischen Handschrift erhalten.
Nach 1960 unternahm er mehrere Studienreisen nach Frankreich und Spanien.

## Werke in Darmstadt
- 1950: Musikantenguppe, Jugendherberge, Landgraf-Georg-Straße 119
- 1950: Wandmosaik am Haus des Künstlers, Flotowstraße 31
- 1952: Musizierende und Lernende, Haupteingang der Mornewegschule, Hermannstraße 21
- 1953/54: Wandmosaik, Rheinstraße 18
- 1956: Spiel, Südwestfassade der Wilhelm-Leuschner-Schule
- 1958: Landschaft mit Menschen und Tieren, Wilhelminenstraße 2
- 1958: versch. Wandmosaiken an der Ludwig-Schwamb-Schule, Nußbaumallee 6
- 1959: Schneiderhandwerk, Haus Kirchstraße 12

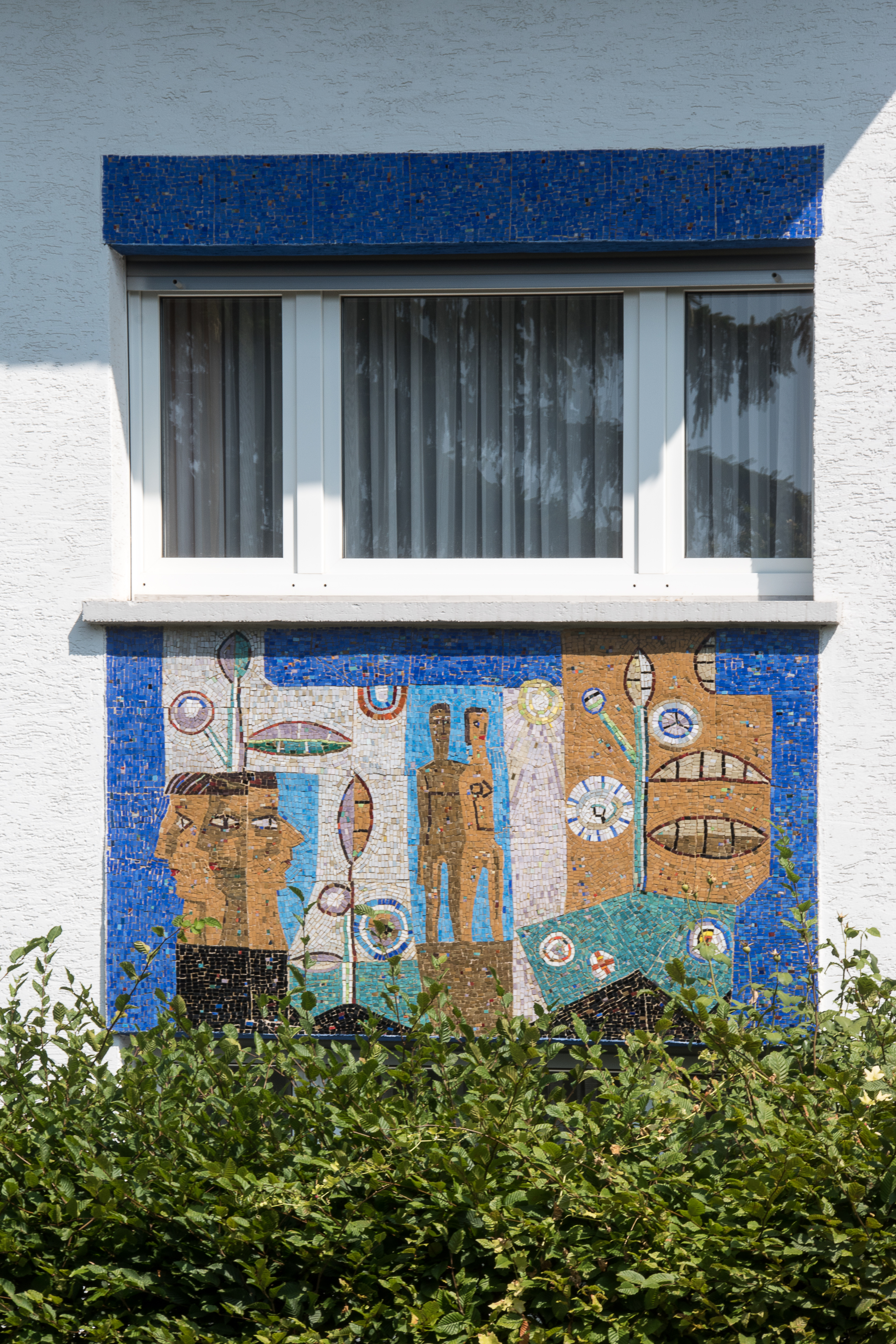
Wandmosaik (1950). Farbiges Glas, denkmalgeschützt, Flotowstraße 31, Darmstadt
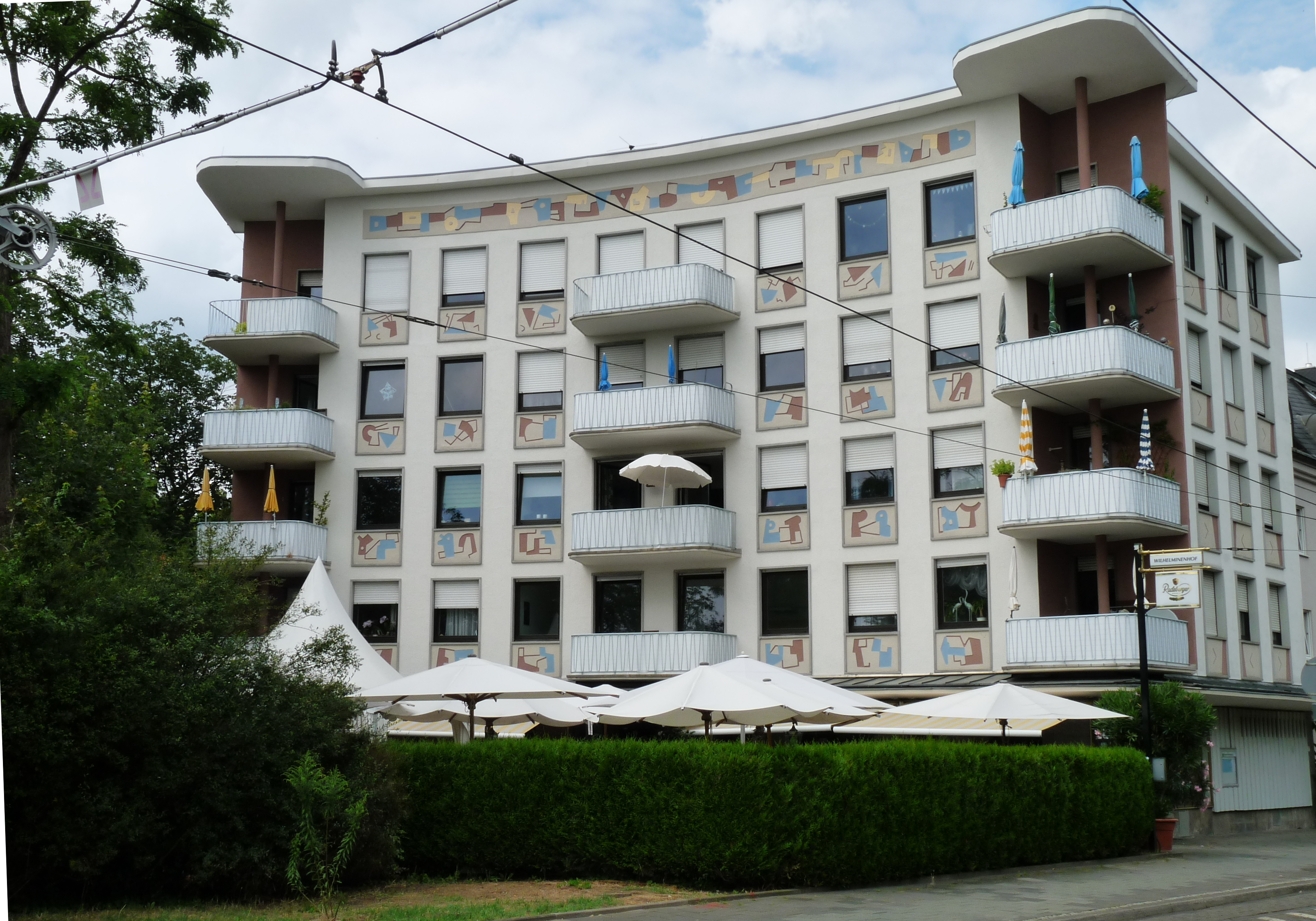
Scraffito (1955). Haus Finkeissen, Wilhelminenstraße 50, Darmstadt
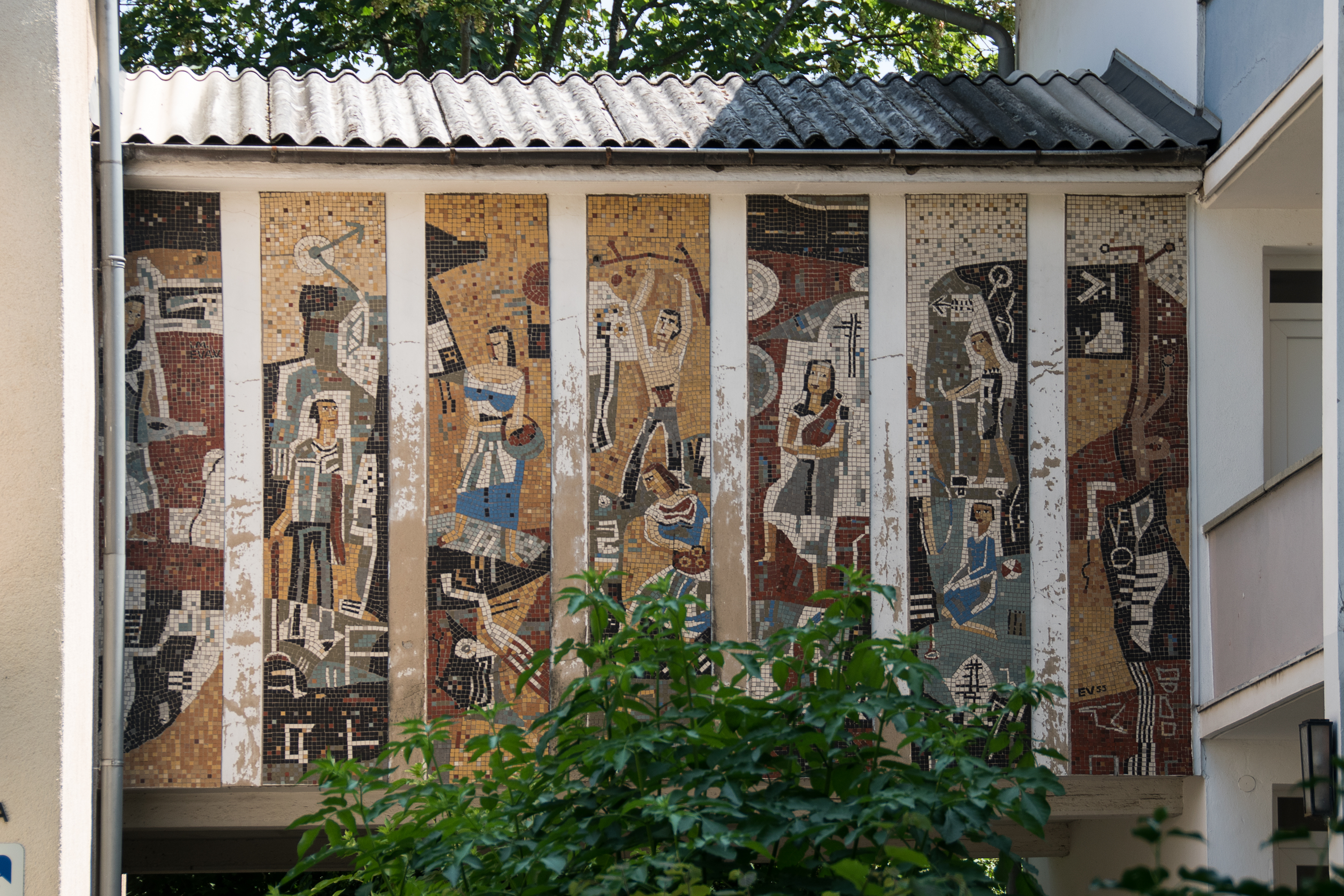
Wandmosaik (1955). Glasierte Keramik, denkmalgeschützt, zwischen dem Haus Roquetteweg Nr. 4 und 6, Darmstadt
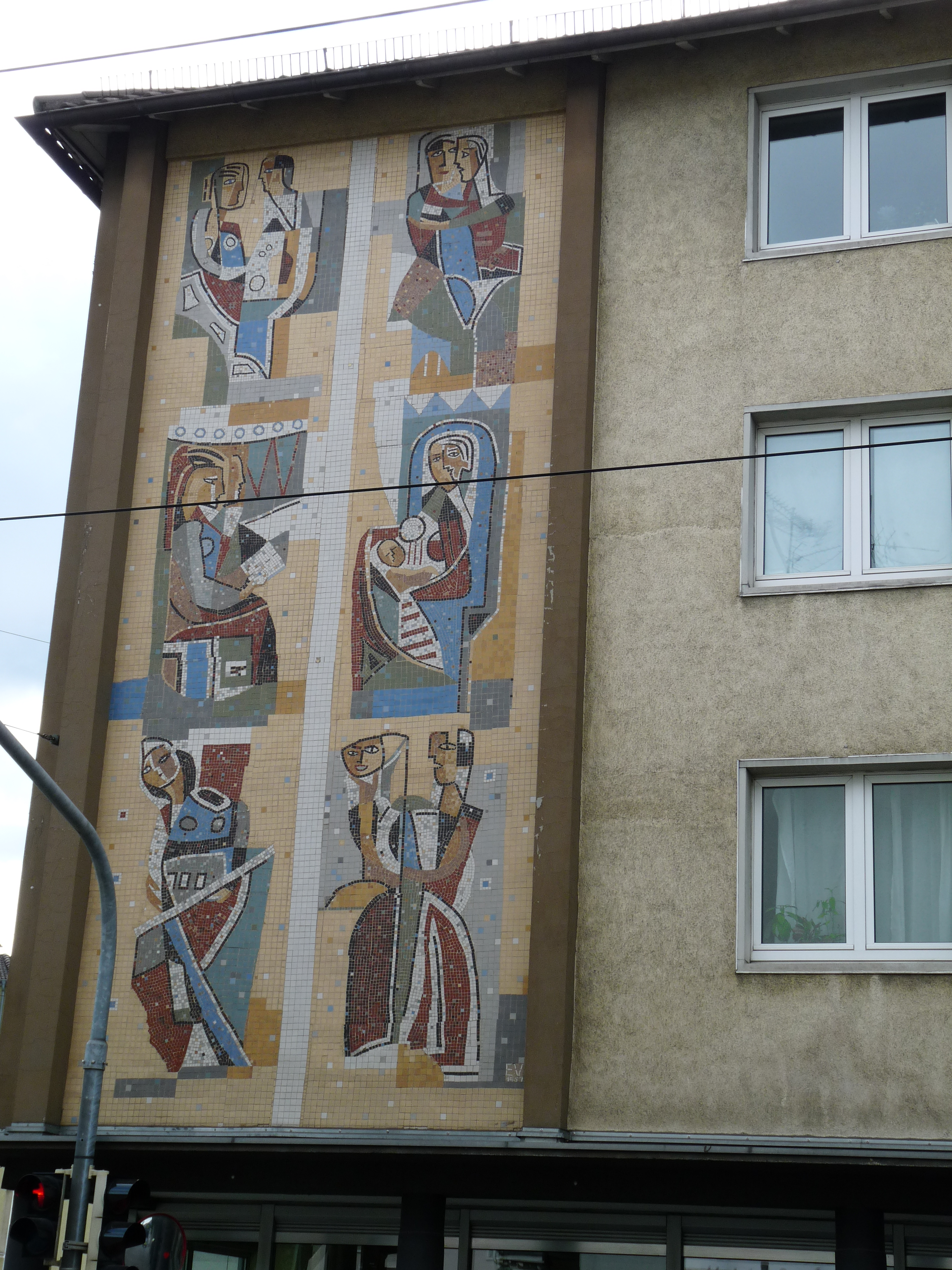
Wandmosaik (1957). Keramiksteine, Karlstrasse 55 Ecke Heinrichstr., Darmstadt

## Ehrungen
Im Jahre 1961 erhielt Vogel die „Bronzene Verdienstplakette“ der Stadt Darmstadt.